# SS Columbus (1924)
El SS Columbus, fue un transatlántico alemán construido en 1914 para la naviera Hapag-Lloyd. 
Debido al inicio de la Primera Guerra Mundial, su construcción fue retrasada durante ocho años, siendo finalmente botado en 1922 e introducido en el servicio comercial dos años después. 
En los inicios de la Segunda Guerra Mundial, fue hundido por su tripulación para evitar su captura frente a las costas neoyorquinas en diciembre de 1939.

## Antecedentes

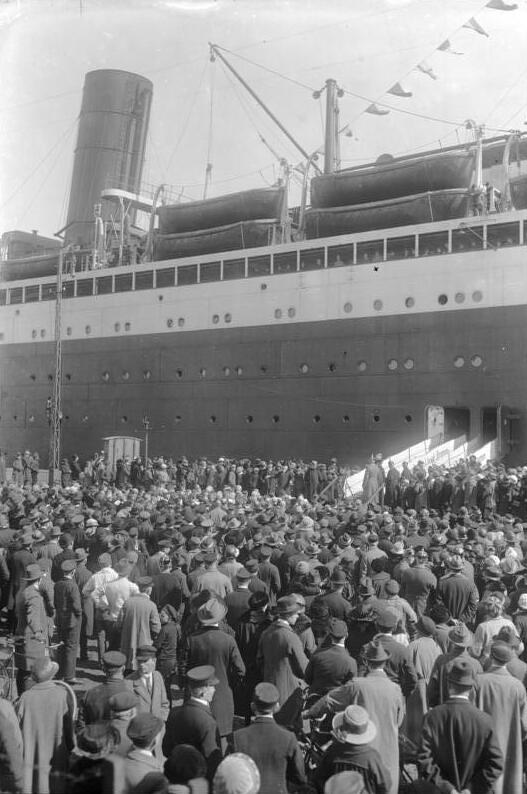
El Columbus en Bremerhaven, en 1924, durante la visita del mariscal Hindenburg al transatlántico.

Estaba previsto que el buque fuera bautizado como SS Hindenburg, en referencia al mariscal (y posterior presidente) Paul von Hindenburg, quien habría desistido ese honor. 
Sin embargo, en 1920, su barco gemelo, llamado originalmente SS Columbus, fue entregado a la naviera White Star Line tras la Primera Guerra Mundial, como parte de las reparaciones bélicas de Alemania para los Aliados. 
No obstante, Gran Bretaña permitió que la NDL, los dueños originales de ambos navíos, mantuviera el Hindenburg en su flota, debido a que el gobierno británico recibió, además del Columbus, dos de los tres buques de la clase Imperator de la Hamburg America Line, el SS Imperator y el SS Bismarck. Así, poco antes de su botadura en 1922, la NDL decidió bautizar el buque con el nombre original de su gemelo, que había sido renombrado como RMS Homeric por la White Star Line. 
La construcción del Columbus, iniciada en 1914 en los astilleros de Schichau, en Danzig, había sido detenida como consecuencia del estallido de la guerra, la escasez de materiales que esta había provocado y así como las posteriores imposiciones del Tratado de Versalles, lo que causó un importante retraso en su finalización. Sin embargo, el hecho de que Danzig fuera declarado territorio independiente de Alemania facilitó la reanudación de los trabajos, que fueron completados en 1922, tras ocho años desde la puesta de su quilla. En el momento de su botadura, fue considerado el barco de pasajeros más grande del mundo, una atribución errónea debido a que el RMS Majestic (ex-SS Bismarck) de la White Star Line desplazaba 4895 toneladas más y le superaba en eslora por 61,2 metros.

## Diseño y viaje inaugural

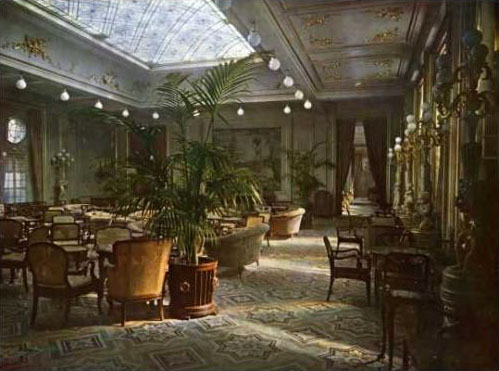
Salón de primera clase.

El Columbus realizó su viaje inaugural el 22 de abril de 1924, realizando la ruta entre Bremerhaven y Nueva York. En aquel momento, era el buque más grande y rápido de la marina mercante alemana, y contaba con instalaciones lujosas, modernas y espaciosas.
Fue uno de los primeros barcos de pasajeros que disponía de piscina exterior, así como una pista de baile. 
Equipado con turbinas alternativas de triple expansión, era considerado extraordinariamente estable debido a que no cabeceaba ni se balanceaba, por lo que la NDL decidió confiar en la calidad del diseño, considerando redundante incorporar dispositivos que previnieran el balanceo de la nave.
En cuanto a su tripulación, la NDL había contratado a 576 empleados expertos, entre los que destacaban nueve azafatas escogidas cuidadosamente para la atención de los pasajeros, un fotógrafo profesional en cada travesía siendo uno de ellos el fotógrafo alemán Hans Tschira que dejó una impresionante colección de fotos de estos viajes en sus diez años como fotofrafo del SS Columbus de 1930 a 1939, así como de experimentados marinos para comandar la embarcación durante sus quince años de carrera, siendo prueba de ello su último capitán, Wilhelm Daehne, que lo comandó desde 1936 hasta su hundimiento en 1939.  
Todas estas características otorgaron al Columbus una gran popularidad entre los pasajeros, llegando incluso a llevar a bordo a personalidades famosas, lo que convenció a la NDL que la construcción de buques más grandes sería factible.
Con la construcción del Bremen y el Europa, el Columbus dejó de ser el navío insignia de la compañía. 
En 1929, se le colocó en dique seco y se realizó una remodelación profunda para que se asemejara, en líneas aerodinámicas, a sus nuevos compañeros de flota, más grandes y rápidos. Esto incluyó la sustitución de sus chimeneas por unas más bajas y anchas y la sustitución de los motores alternativos por turbinas diésel de vapor, su velocidad aumentó de 20,5 a 23 nudos.

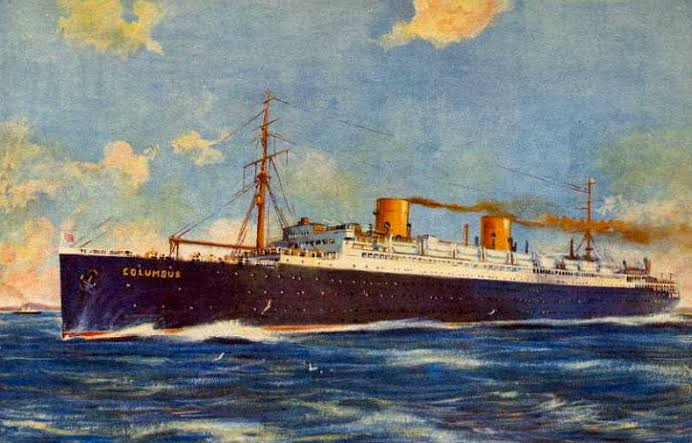
Postal del Columbus, hacia 1930.

## Último periplo
Zarpó de Bremerhaven con destino a Nueva York el 20 de junio de 1939, la mayoría de sus pasajeros eran judíos que huían de la persecución nazi. Arribó a Nueva York el 5 de julio, donde desembarcaron todos los pasajeros germanos y, a cambio, embarcaron acomodados turistas estadounidenses con destino a las Antillas caribeñas. Para el momento de su salida de Nueva York el 19 de agosto, los rumores de una inminente guerra en Europa formaron parte del proceso de embarque y zarpe. La ruta caribeña que el Columbus debía realizar era La Martinica-Puerto Príncipe-Curazao-La Guaira-Nueva York. Durante el transcurso del crucero, el Columbus se vio enfrentado a crecientes manifestaciones anti germanas que afectaron la estadía en los puertos caribeños. Estando en Martinica el 27 de agosto, el capitán Daehne recibió un telegrama de la dirección de la NDL de suspender de inmediato el crucero, deshacerse de los pasajeros y dirigirse al puerto neutral más cercano, pero sin órdenes de internarse o dirigirse a Estados Unidos. En ruta hacia Cuba, la guerra estalló el 1 de septiembre con la invasión alemana de Polonia.
Los pasajeros estadounidenses fueron desembarcados en el puerto de La Habana por cortesía del gobierno cubano el 2 de septiembre y el Columbus se dirigió al Golfo de México. Arribó al puerto de Veracruz casi sin combustible y escaso de vituallas. Sin ser internado, el transatlántico pasó varias semanas a la gira en dicho puerto sin poder abastecerse y con sus tripulantes confinados a bordo. Sumado a ello, las autoridades mexicanas inspeccionaban el barco regularmente para asegurarse de que no hubiera contrabando de guerra. Estando en Veracruz, el Columbus fue adscrito al OKW alemán y sus tripulantes pasaron a formar parte del esfuerzo bélico. En aquel momento, se produjeron deserciones y muchos tripulantes fueron internados en ese puerto.

### Hundimiento
El capitán Wilhelm Daehne recibió órdenes de no dejar que el Columbus cayera en manos enemigas, debiendo hundirlo en caso necesario. Para ello, preparó el transatlántico para ser incendiado y hundido por apertura de válvulas. Además, bajo el estado de guerra se consideraría desertor a quien abandonara el barco. El carguero alemán Hammel reabasteció al Columbus con 350 toneladas de combustible y vituallas para emprender el retorno a Alemania. El capitán Daehne ordenó rumbo pegado a la zona de neutralidad establecida por EE. UU., donde fue escoltado por buques de la Armada. Se realizaron simulacros de evacuación repetidas veces para asegurar un rápido protocolo.En la mañana del 19 de diciembre de 1939, frente a Cabo Hatteras, el Columbus enfiló a mar abierto siendo seguido de cerca por el crucero USS Tuscaloosa (CA-37). El suceso del hundimiento se produjo ese mismo día, a las 15 horas, cuando fue localizado e interceptado por el destructor inglés HMS Hyperion, a 880 km de las costas americanas. El capitán Daehne decidió incendiar el buque, hundiéndose esa misma tarde. Todos los tripulantes, excepto tres fogoneros que no aparecieron, incluidos el capitán fueron rescatados por el Tuscaloosa e internados en Nueva York.Terminada la guerra, a excepción de unos cuantos que fueron expatriados antes, la mayoría regresó a la Alemania de posguerra para intentar reconstruir sus vidas. El capitán Daehne jamás volvió a tomar el mando de otro buque, se hizo empresario, residió en Bremen y falleció en dicha ciudad en 1966.